# Mattias Göransson
Lars Evert Mattias Göransson, född 13 april 1972 i Lindome församling i Göteborgs och Bohus län, är en svensk journalist och publicist. 

## Biografi
Göransson skrev tidigare för Dagens Nyheter, Dagens industri och Filmkonst Reportage. Mattias Göransson grundade tillsammans med Tobias Regnell Offside 1999. Han var värd för Sommar i P1 den 22 juni 2000.
För sitt arbete med Offside tilldelades han Stora journalistpriset 2002. År 2008 följde grundandet av systertidningen Filter där Göransson är chefredaktör. Filter profilerar sig som reportagetidning och började år 2009 även ett samarbete med Dagens Nyheter.
Göransson har som författare skrivit böckerna Relationslexikon och Familjeflora samt ungdomsböcker. Han har dessutom färdigställt Hannes Råstams bok om Thomas Quick, Thomas Quick. Att skapa en seriemördare, efter Råstams bortgång i januari 2012.
2018 fick han Eldh-Ekblads fredspris av Svenska freds- och skiljedomsföreningen.